# سوزانا رومرو
سوزانا رومرو (به انگلیسی: Susana Romero؛ زادهٔ ۲۰ ژوئن ۱۹۵۸) بازیگر و مدل اهل آرژانتین است.